# Castillo de Forchtenstein
El castillo de Forchtenstein es un fortín situado en Burgenland, Austria.

## Historia
La construcción comenzó a mediados del siglo XV por los señores de Mattersburg. Alrededor de 1450, los señores de Forchtenstein murieron y debido a la falta de un heredero varón, el castillo pasó a la Casa de Habsburgo que quedó titular durante 170 años.
En 1622, Nikolaus Esterházy, fundador de la línea de Esterházy en la Hungría occidental, recibió el castillo del emperador Fernando II de Austria y se convirtió en conde de Esterházy. Nicolás comenzó a fortificar y renovar el castillo con los servicios del constructor de Viena Simón Retacco, entre 1630 y 1634 y desde 1643 con Domenico Carlone.